# 12 Heures de Sebring 1989
Navigation
Édition précédente Édition suivante
Les 12 Heures de Sebring 1989 sont la 37e édition de l'épreuve et la 3e manche du championnat IMSA GT 1989. Elles ont été remportées le 18 mars 1989 par la Nissan ZXT GTP no 83 de l’équipe Electramotive Engineering et pilotée par Chip Robinson, Geoff Brabham et Arie Luyendyk.

## Circuit

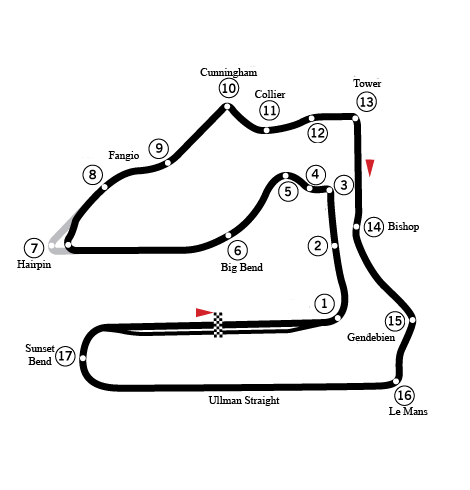
Le Sebring International Raceway, cadre des 12 Heures de Sebring 1989.

Les 12 Heures de Sebring 1989 se déroulent sur le Sebring International Raceway situé en Floride. Il est composé de deux longues lignes droites, séparées par des courbes rapides ainsi que quelques chicanes. Le tracé actuel diffère de celui de l'époque. Ce tracé a un grand passé historique car il est utilisé pour des courses automobiles depuis 1950. Ce circuit est célèbre car il a accueilli la Formule 1.

## Résultats
Voici le classement au terme de la course.
- Les vainqueurs de chaque catégorie sont signalés par un fond jauni.

| 1            | GTP    | 83  | Electramotive Engineering   | Chip Robinson Geoff Brabham Arie Luyendyk                     | Nissan GTP ZX-Turbo               | 330 |
| 2            | GTP    | 61  | Castrol Jaguar Racing       | John Nielsen Price Cobb                                       | Jaguar XJR-9D                     | 328 |
| 3            | GTP    | 86  | Bayside Racing Bruce Leven  | James Weaver Dominic Dobson (en)                              | Porsche 962                       | 320 |
| 4            | GTP    | 30  | Momo Gebhardt Racing        | Giampiero Moretti Massimo Sigala Michael Roe Derek Bell       | Porsche 962 BM                    | 317 |
| 5            | GTP    | 0   | Joest Racing                | Frank Jelinski Jean-Louis Ricci Bob Wollek                    | Porsche 962C                      | 315 |
| 6            | GTP    | 10  | Hotchkis Racing             | Jim Adams John Hotchkis John Hotchkis junior                  | Porsche 962                       | 300 |
| 7            | Lights | 55  | Huffaker Racing             | Bob Lesnett Dan Marvin                                        | Spice SE86CL Pontiac Firebird GTP | 292 |
| 8            | GTO    | 11  | Roush Racing                | Wally Dallenbach Dorsey Schroeder                             | Lincoln Mercury Cougar XR-7       | 292 |
| 9            | GTO    | 11  | Essex Racing                | Charles Morgan Tom Hessert                                    | Spice SE88P                       | 290 |
| 10           | GTO    | 16  | Roush Racing                | Pete Halsmer Bob Earl                                         | Lincoln Mercury Cougar XR-7       | 288 |
| 11           | GTP    | 33  | Spice Engineering USA       | Costas Los Jeff Kline                                         | Spice SE89P Pontiac Firebird GTP  | 285 |
| 12           | GTO    | 38  | Mandeville Auto Tech        | Roger Mandeville Kelly Marsh                                  | Mazda RX-7                        | 284 |
| 13           | GTO    | 90  | Road Circuit Technology     | Les Delano Andy Petery Craig Carter                           | Lincoln Mercury Capri             | 282 |
| 14           | GTP    | 60  | Castrol Jaguar Racing       | Davy Jones Jan Lammers                                        | Jaguar XJR-9D                     | 281 |
| 15           | GTU    | 74  | Huffaker Racing             | George Robinson Bart Kendall Johnny Unser                     | Pontiac Fiero                     | 278 |
| 16           | GTU    | 82  | Dick Greer Racing           | Dick Greer Mike Mees John Finger                              | Mazda RX-7                        | 273 |
| 17           | GTU    | 71  | Team Highball               | Amos Johnson Dennis Shaw Paul Lewis                           | Mazda RX-7                        | 272 |
| 18           | Lights | 19  | Essex Racing                | Reggie Smith Michael Dow Monte Shalett                        | Tiga GT288                        | 270 |
| 19           | GTU    | 89  | 901 Racing                  | Peter Uria Jack Refenning Freddy Baker                        | Porsche 911 Carrera RSR           | 268 |
| 20           | Lights | 43  | John Higgins                | Charles Monk Lorenzo Lamas John Higgins Chip Mead             | Fabcar CL                         | 254 |
| 21           | GTU    | 72  | Jay Kjoller                 | Jay Kjoller Patrick Mooney Steve Volk                         | Porsche 911                       | 248 |
| 22           | GTO    | 03  | Skoal Bandit Racing         | Max Jones Buz McCall                                          | Chevrolet Camaro                  | 246 |
| 23           | Lights | 63  | Downing Atlanta             | Jim Downing John O'Steen Howard Katz                          | Argo JM19                         | 246 |
| 24           | Lights | 4   | S & L Racing                | Scott Schubot Tom Blackaller Linda Ludemann                   | Spice SE88P                       | 245 |
| 25           | GTU    | 57  | Kryderacing                 | Reed Kryder John Gimble Frank Del Vecchio                     | Nissan 300ZX                      | 245 |
| 26           | GTO    | 18  | Ken Bupp                    | Ken Bupp Robert Peters                                        | Chevrolet Camaro                  | 244 |
| 27           | GTU    | 87  | Overton Autosport           | Lance Stewart Ron Cortez                                      | Mazda RX-7                        | 243 |
| 28           | GTU    | 95  | Leitzinger Racing           | Bob Leitzinger Butch Leitzinger Chuck Kurtz                   | Nissan 240SX                      | 228 |
| 29           | GTU    | 62  | Alex Job Racing             | Alex Job Chris Kraft Rusty Bond                               | Porsche 911                       | 225 |
| 30           | Lights | 12  | Carlos Bobeda Racing        | Tomas Lopez Albert Rocca Carlos Bobeda                        | Tiga GT286                        | 225 |
| 31           | GTU    | 17  | Al Bacon Perf               | Al Bacon Bob Reed                                             | Mazda RX-7                        | 216 |
| 32           | GTO    | 47  | Lion Rampant Racing         | Ferdinand de Lesseps Luis Sereix Chaunce Wallace Hervé Regout | Chevrolet Camaro                  | 189 |
| Abandons     |        |     |                             |                                                               |                                   |     |
| 33           | GTP    | 09  | Ball Bros. Racing           | Steve Durst Mike Brockman Jay Cochran                         | Spice SE88P                       | 263 |
| 34           | GTO    | 75  | Cunningham Racing           | John Morton Steve Millen                                      | Nissan 300ZX                      | 215 |
| 35           | Lights | 40  | Bieri Racing                | Martino Finotto Paolo Guatamacchi Uli Bieri                   | Tiga GT286                        | 193 |
| 36           | GTU    | 48  | Red Line Racing             | Mike Graham Dave Russell Alan Crouch                          | BMW 325                           | 187 |
| 37           | GTP    | 67  | BF Goodrich ( Busby Racing) | Bob Wollek Derek Bell John Andretti                           | Porsche 962                       | 184 |
| 38           | GTO    | 44  | Thomas Sapp                 | Tim Morgan Marcus Opie Peter Morgan Charles Bair              | Chevrolet Corvette                | 171 |
| 39           | GTP    | 98  | All American Racers         | Chris Cord Steve Bren Drake Olson                             | Toyota 88C                        | 149 |
| 40           | GTO    | 53  | Bill McDill                 | Richard McDill Bill McDill                                    | Chevrolet Camaro                  | 146 |
| 41           | GTU    | 22  | Guy Church                  | Guy Church E. J. Generotti Louis D'Agostino                   | Mazda RX-7                        | 141 |
| 42           | Lights | 25  | Brent O'Neill               | Brent O'Neill Steve Shelton Don Courtney                      | Argo JM19                         | 116 |
| 43           | GTO    | 2   | Powell Equipment            | John Jones Hunter Jones Richard Andison                       | Chevrolet Corvette                | 116 |
| 44           | GTU    | 50  | Fritz Hochreuter            | Rudy Bartling Rainer Brezinka Fritz Hochreuter                | Porsche 911                       | 115 |
| 45           | GTU    | 68  | Luis Mendez                 | Luis Mendez Mandy Gonzalez Tato Ferrer                        | Porsche 911 Carrera               | 101 |
| 46           | GTU    | 45  | Charles Slater              | Charles Slater Kenneth Brady Norm Dupont                      | Porsche 911                       | 93  |
| 47           | GTO    | 05  | Ken Hendrick Racing         | Ken Hendrick Dan Gallant                                      | Oldsmobile Toronado               | 90  |
| 48           | GTU    | 7   | Juan Negron                 | Juan Negron Chiqui Soldevilla Luis Gordillo                   | Mazda RX-7                        | 72  |
| 49           | GTO    | 42  | Bobs Speed Products         | Del Russo Taylor Mark Montgomery                              | Pontiac Firebird                  | 58  |
| 50           | GTO    | 46  | Team Gulfwind               | Daniel Urrutia Gene Whipp Gary Smith                          | Pontiac Firebird                  | 20  |
| 51           | Lights | 58  | Gary Wonzer Racing          | Bill Bean Nort Northam Gary Wonzer Bruce Westcott             | Lola T616                         | 19  |
| 52           | GTP    | 84  | Electramotive Engineering   | Arie Luyendyk Chip Robinson Geoff Brabham                     | Nissan GTP ZX-Turbo               | 14  |
| 53           | GTP    | 39  | Phoenix Race Cars           | John Gunn Chip Mead Gary Belcher                              | Phoenix JG2                       | 10  |
| Non-partants |        |     |                             |                                                               |                                   |     |
| 54           | GTU    | 00  | Full Time Racing            | Kal Showket Neil Hanneman                                     | Dodge Daytona                     |     |
| 55           | GTO    | 23  | Raul Garcia                 | Raul Garcia                                                   | Pontiac Firebird                  |     |
| 56           | GTP    | 99  | All American Racers         | Willy T. Ribbs Juan Manuel Fangio II                          | Eagle HF89                        |     |
| 57           | Lights | 4T  | S & L Racing                | Scott Schubot Linda Ludemann                                  | Spice SE88P                       |     |
| 58           | GTP    | 30T | Momo Gebhardt Racing        | Giampiero Moretti Massimo Sigala                              | Porsche 962C                      |     |
| 59           | GTU    | 45T | Charles Slater              | Bob Lesnett Charles Slater Kenneth Brady Norm Dupont          | Porsche 911                       |     |
| 60           | GTO    | 47T | Chaunce Wallace             | Ferdinand de Lesseps Luis Sereix Chaunce Wallace Hervé Regout | Chevrolet Camaro                  |     |
| 61           | GTP    | 66  | Castrol Jaguar Racing       |                                                               | Jaguar XJR-9                      |     |